# St. Jacobus Maior (Thurndorf)

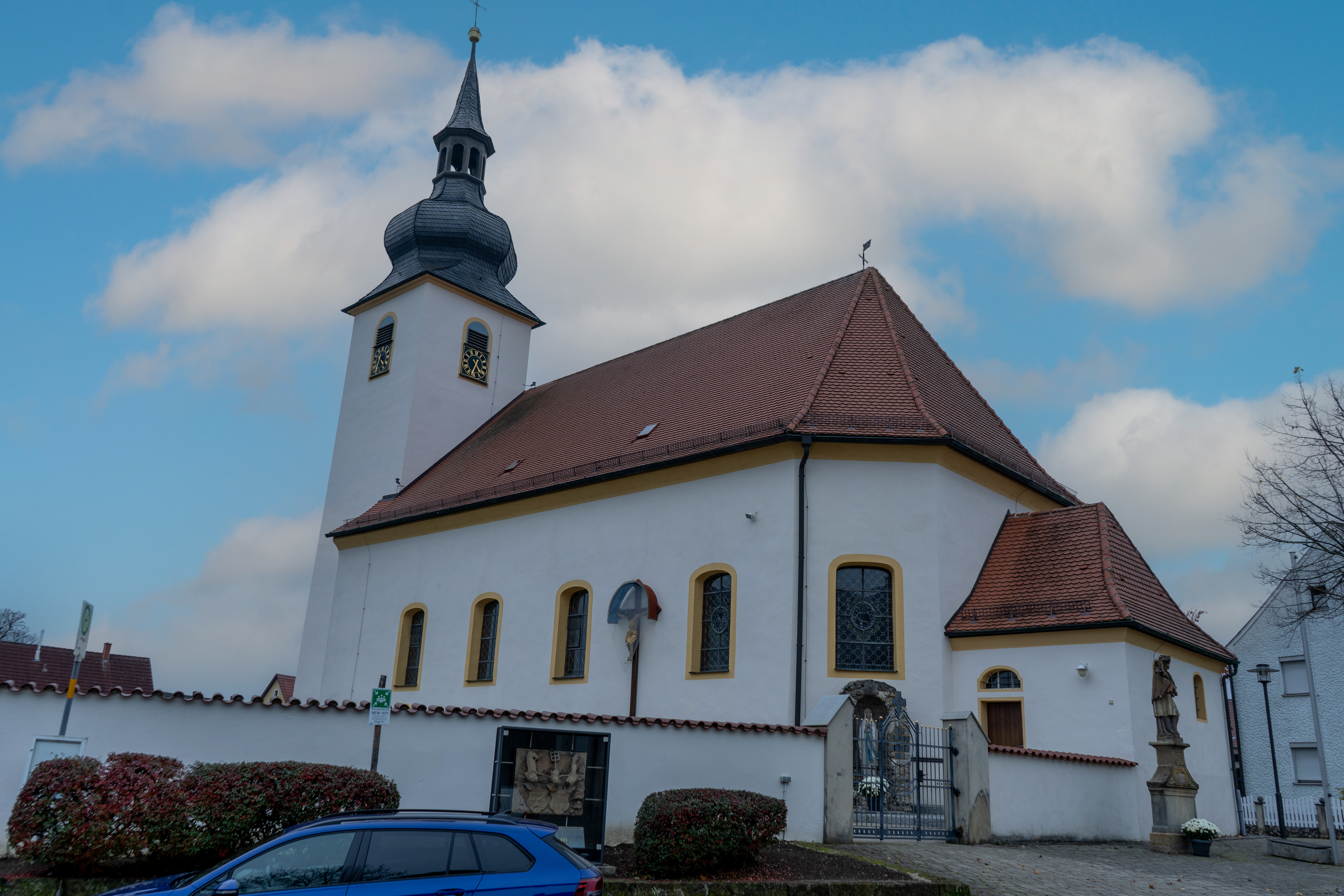
Außenansicht der Pfarrkirche St. Jakobus

Die römisch-katholische Pfarrkirche St. Jacobus Maior liegt inmitten des Gemeindeteiles Thurndorf von Kirchenthumbach. Die Pfarrgemeinde St. Jakobus Thurndorf gehört aus historischen Gründen zum Dekanat Auerbach im Erzbistum Bamberg.

## Geschichte

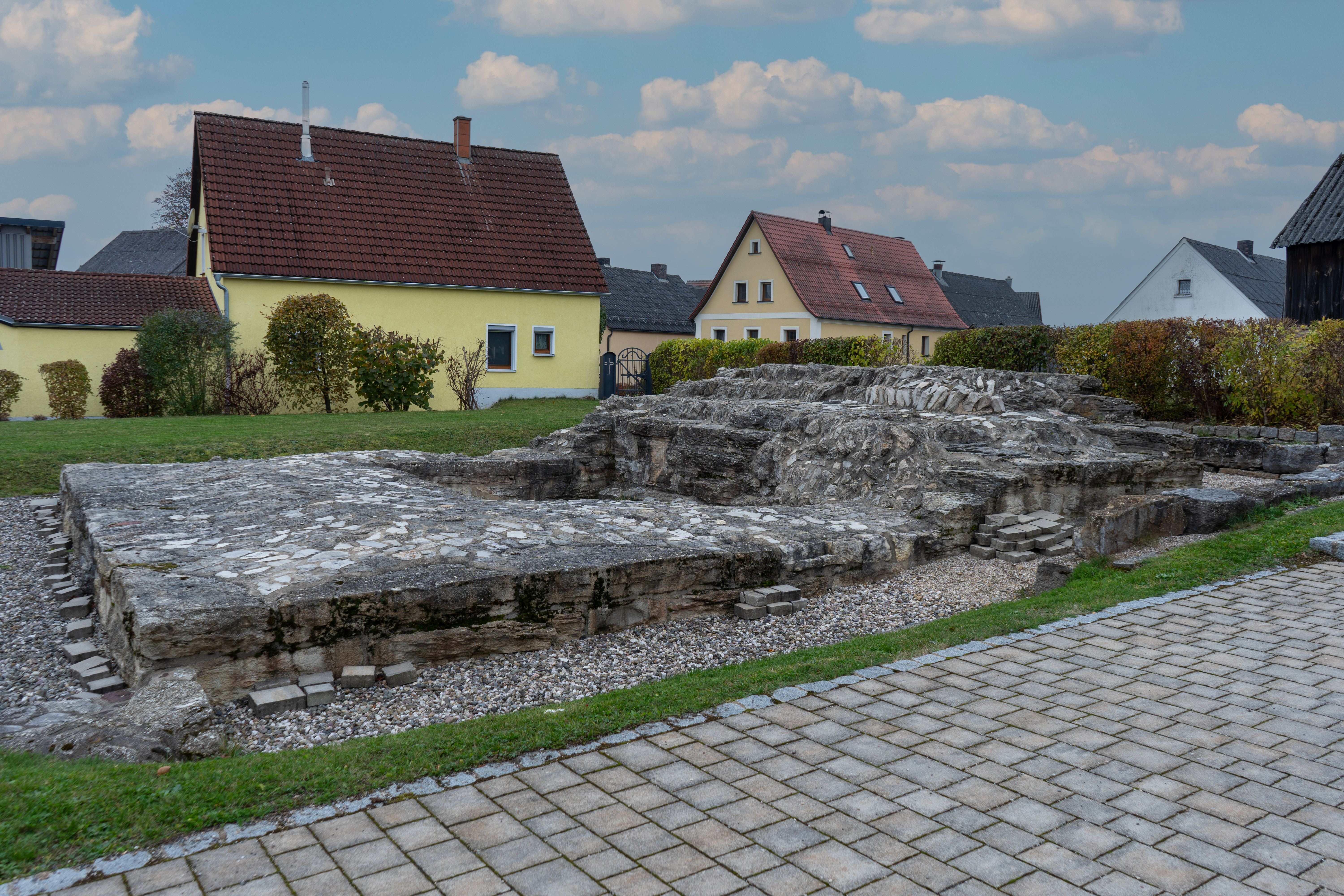
Ruinen des Burgturms Thurndorf (Kirchenthumbach)

Die Kirche geht auf die Burgkapelle der Burg Thurndorf zurück. Die Kirche dürfte zwischen 1125 und 1150 von den Grafen von Sulzbach errichtet worden sein. Dies wird auch durch die Theophilusglocke aus dem frühen 12. Jahrhundert illustriert, die noch zum Geläut der Kirche gehört. Eventuell könnte dort auch  ein Vorgängerbau gestanden haben, von dem aber keine Reste vorhanden sind.
Die romanische Kirche war etwa 13 m lang und 8 m breit. Die Südwand der heutigen Kirche geht noch auf diese Zeit zurück, sie ist aus quadratischen bis rechteckigen Sandsteinen mit Kalkmörtelbindung errichtet. Das Fundament ist ohne Mörtel in Lehmbindung verlegt. Die maximal drei Lagen des Fundaments springen gegenüber den aufgehenden Wänden leicht vor, an den Ecken ist das Fundament durch massive Kalksteinplatten gesichert. Eine Baufuge zu dem später angebauten Teil war bei archäologischen Grabungsarbeiten zu erkennen.
In gotischer Zeit brach man vermutlich in der ersten Hälfte des 14. Jahrhunderts den alten Chor ab und verlängerte das Langhaus um 9 m nach Osten, zugleich wurde ein neuer eingezogener Chor mit einem 3/8-Abschluss angebaut. Die Kirche verlängerte sich damit auf 22 m.
In einer dritten Bauphase wurde um 1560 die Kirche auf eine Breite von 13 m vergrößert und ein neuer Turm errichtet, der an die Nordost-Seite anschließt. Für den Bau dieses heute noch bestehenden Kirchturms verwendete man das Abbruchmaterial (Sand- und Kalksteinquader) der zuvor aufgegebenen Burg. Über diese Kirche heißt es in der Baubeschreibung des Auerbacher Maurermeisters Michael Dorner von 1810: „Die Pfarrkirche zu Thurndorf ist mit Einschluss des Presbyteriums 76 Schuh lang und zur Breite 29 1/2 Schuh (also etwa 23 × 9 m). Die Kirche ist gotisch gewölbt so auch die Sakristei. Der Turm ist an die Kirche gesondert angemauert und mit Schiefer gedeckt.“ Zwischen 1810 und 1816 wurde die schon baufällig gewordene Kirche renoviert und vergrößert. 
1902 wurde trotz der finanziell misslichen Situation die Kirche nochmals erneuert. Die Erneuerungen (Verengung des zu weit gespannten Chorbogens, Einsetzen von neuen, farbigen Fenstern, Veränderung der Altäre) trafen nur zum Teil auf Zustimmung. Die letzten Renovierungen wurden 1970/73 vorgenommen (Elektroheizung, Lautsprecheranlage, Liederanzeigetafel, neue Orgel und Schaffung eines Volksaltars aus dem alten Speisgitter). Die letzte umfassende Innen- und Außenrenovierung war 1990.
Das Patrozinium war ursprünglich der hl. Maria gewidmet, wie aus der Ernennungsurkunde von Pfarrer Johann Holl vom 15. März 1527 hervorgeht. Bereits die älteste Kirchenrechnung von 1643 gibt das Patrozinium des Heiligen. Jakobus an. Dieser Wechsel wurde vermutlich 1560 bei der Erweiterung der Kirche vorgenommen. Gestützt wird diese Vermutung dadurch, dass Thurndorf die Glaubenswechsel in der Oberpfalz zum Luthertum und zum Kalvinismus mitgemacht hat, und von diesen Konfessionen die Marienverehrung abgelehnt wurde.

## Baulichkeit
Die Jacobus-Kirche ist eine Saalkirche mit einem Steildach und einem dreiseitig geschlossenem Chor. Der Westturm ist mit einer Zwiebelhaube und einem Spitzhelm abgeschlossen, die aus der Zeit um 1760 stammen.

## Ausstattung

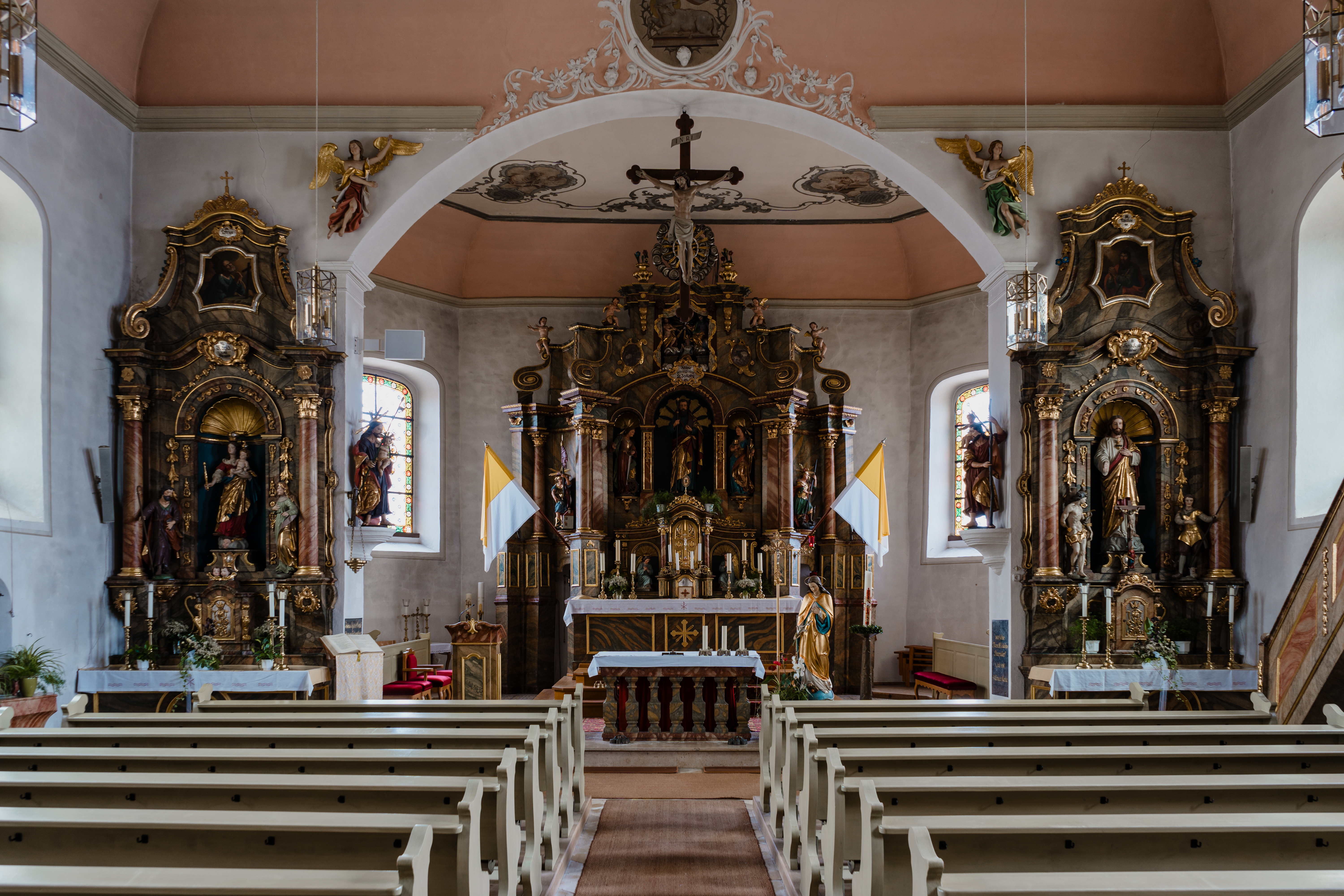
Altarbereich der Pfarrkirche St. Jakobus

Der barocke Hauptaltar stammt von 1750. In der Mitte steht der Apostel Jakobus der Ältere, die Figur wurde 1903 angeschafft. Das zuvor dort angebrachte Ölgemälde mit einer Darstellung desselben Heiligen, der als Apostel auf einen Schimmel reitend abgebildet ist, hängt nun an der südlichen Kirchenwand. Auf dem Herz-Jesu-Altar steht eine Statue, die ebenfalls 1903 aufgestellt wurde. Das zuvor dort befindliche Ölgemälde mit einer Abendmahlsdarstellung befindet sich heute auf der Empore. Der Marienaltar (früher „Kreuzigungsaltar“ genannt, weil in ihm ein Kreuzigungsgemälde angebracht war), heute im Altarraum, wird durch eine Muttergottesfigur, die vor 1903 in einem Glaskasten an der nördlichen Kirchenmauer aufgestellt war, geschmückt.

## Glocken
Eine Besonderheit ist die bereits erwähnte Theophilusglocke mit einem Durchmesser von 36 cm und eine Höhe von 40 cm. Auf ihr steht in romanischen Majuskeln „WOLFGERUS ME FECIT“. Sie wird heute als Sterbeglocke genutzt. 
Die Kirche besitzt noch drei weitere Glocken. Die größte hat einen Durchmesser von 110 cm und ist mit Reliefbildern der St. Katharina und des St. Jakobus geschmückt. Sie trägt die Umschrift „Haec campana fusa et consecrata est in honorem B. M. V. Assumptae S. Jacobi Maioris Apostoli et S. Catarina Martiris. Me fudit Ambergae Magnus Gabriel Beinburg 1726“. Auf der mittleren Glocke mit einem Durchmesser von 79 cm befindet sich die Inschrift „1772 goß mich Slivius Kleeblatt in Amberg“. Die kleine Glocke hat einen Durchmesser von 66 cm und die Umschrift: „Zu Gottes Lob und Dienst geriet ich. Thoma Pauer zu Amberg goß mich Anno 1600“.